# 三重慈聖宮法拍案
25°03′21″N 121°29′13″E / 25.055728°N 121.486912°E
三重慈聖宮，又名鎮福慈聖宮，是位於臺灣新北市三重區一棟公寓內的媽祖廟，曾因房東欠債遭到法拍，最後購回。

## 歷史
此廟建廟者魏恆守表示，他四旬時因對媽祖許願病情轉好，為還願，就在三重市長生街租屋建立鎮福慈聖宮。約1988年建廟，除供奉媽祖外，還有一百多尊神像。
一位蘇姓女信徒認為此宮很靈驗，1990年捐款七百九十萬元在現址購買四層樓公寓的一、二樓作為廟宇用地。1995年起，魏恆守就向蘇姓女子繳納租金繼續使用這間房子，房屋稅與土地增值稅也是廟方繳納。
後來蘇女替人作保欠下鉅款，她一些房屋都遭查封，華南銀行依法向板橋地方法院聲請強制執行拍賣財產，又因廟方未辦理產權移轉，使得此廟於1999年7月遭到法拍。該年8月第三次被拍賣時，魏恆守曾發起信徒捐款，但未能如願。他曾與多家銀行接洽，欲以建物抵押貸款清償債務，雖然慈聖宮有地理環境優勢，市價超過千萬元，只要貸一半金額，卻因屬神明駐地，各家銀行紛紛拒絕。
這時，同樣位在三重、主祀玄天上帝的六玄宮，為了配合三重第二戶政事務所興建，不得不從溪尾街遷入管委會委員在五常里仁義街的住家，因位處於狹小巷道內，便由管理委員會陳姓財務組長外出覓新址。2002年1月，陳姓男子從法院法拍屋公告中，得知慈聖宮遭強制拍賣，就開始競拍，但第一輪無人得標。魏恆守得知後，希望在第二輪第四拍時購回，便在第二輪第三拍前拜託陳男不要標購，結果六玄宮還是以三百五十一萬元標得。由於慈聖宮遲未搬遷，六玄宮只得向板橋地院訴請遷讓，一審法官判決慈聖宮敗訴，必須在三個月內騰空，使得魏恆守又向台灣高等法院上訴。
點交日期是2003年5月20日，為保存慈聖宮，魏恆守出面和六玄宮管委會主委李進東協商，希望能體諒雙方都是從事為神明服務的工作，降低價格，好讓慈聖宮籌募購回產權的經費。李男除是六玄宮主委，也是台北縣拳擊委員會主任委員，在蘆洲大囍市社區火災時，還將自己在荷堤汽車旅館卅八間房舍，全數提供受災戶免費住宿，直到受災戶重返家園。他表示這都是一場誤會，參與投標前，六玄宮管委會認知是遭法院法拍的房子應是所有權人破產，急欲脫手解決債務問題，沒料到慈聖宮是遭連累。
最後，李進東自掏腰包捐給慈聖宮十萬元，由魏恆守以他在台北的私人房子作抵押貸款，加上家人信貸，終於半年籌得七百萬元購回廟產。2003年10月16日，慈聖宮向李進東這名出錢出力、護廟有功的斡旋者致謝。